# Campoplex pomorum
Campoplex pomorum är en stekelart som beskrevs av Julius Theodor Christian Ratzeburg 1852. Campoplex pomorum ingår i släktet Campoplex och familjen brokparasitsteklar. Inga underarter finns listade.